# أمار
أمار (بالإنجليزية: Amar)‏ هي مغنية هندية بريطانية وهي ابنة مانغال سينغ (مغني معروف في بريطانيا والعالم). هي مغنية ومؤلفة أغاني تكتب المواد الخاصة بها. لديها أسلوب فريد من نوعه في الجمع بين غنائها الهندي، كلمات وألحان مع المنتجين الغربيين.

## السيرة الذاتية
عاشت أمار سنوات طفولتها في والسال، غرب ميدلاندز، المملكة المتحدة. والدها المغني مانغال سينغ الذي اشتهر بأغنيته "Jaandil".
قفزت أمار إلى الشهرة كفتاة شابة بأغنيتها المفردة "Tu Hai Mera Sanam" وهي النسخة الهندية من أغنية دوللي بارتون الإنكليزية سأحبك دائما. في سن المراهقة انتقلت إلى لندن وتعاونت مع Talvin Singh في أغنية "Jaan" من ألبومه "Anokha - Soundz Of The Asian Underground". سنة 1997. في نفس السنة ظهرت على ألبوم Im Too Sexy, ألبوم تجميع إلكتروني مختلط مع أصوات هندية - باكستانية.

### الجوائز
في عام 2010، فازت أمار بجائزة أفضل مغنية أنثى في جوائز الموسيقى الآسيوية في المملكة المتحدة (UK AMAs).

#### الألبومات
- 1994: Make It Easy On Yourself
- 2000: Outside
- 2010: Show It Off[2][3]